# Basarab Panduru
Basarab Panduru (Mârzănești, 11 luglio 1970) è un ex calciatore e allenatore di calcio rumeno.
Conta 22 presenze e 1 rete in Nazionale tra il 1992 e il 1996.

## Palmarès
- Campionato rumeno: 3

Steaua Bucarest: 1992-1993, 1993-1994, 1994-1995
- Coppa di Romania: 1

Steaua Bucarest: 1991-1992
- Coppa del Portogallo: 1

Benfica: 1995-1996
- Campionato portoghese: 1

Porto: 1998-1999
- Supercoppa di Portogallo: 1

Porto: 1999